# Cómo crear una mente
Cómo crear una mente. El secreto del pensamiento humano (titulado en su original en inglés es How to Create a Mind. The Secret of Human Thought Revealed) es un libro del inventor e ingeniero norteamericano Raymond Kurzweil.
El libro plantea la posibilidad de crear inteligencia artificial fuerte, es decir, inteligencia artificial de nivel humano, no mediante la réplica artificial de un cerebro biológico, sino mediante la creación de un modelo artificial que se comporte de la misma manera que se comporta un cerebro biológico.

## Tesis principal
El autor sostiene que la estructura según la cual se organiza el cerebro, al igual que la estructura según la cual se organiza el mundo fuera de él, es jerárquica. Esto se traduce en la existencia de 300 millones de reconocedores de patrones dentro del neocórtex humano dedicados al reconocimiento de los diferentes patrones de información que componen la realidad. El reconocimiento de los patrones se realiza por niveles según su grado de complejidad. A mayor complejidad de los patrones, más alto el nivel de los reconocedores de patrones en el neocórtex.
Lo importante en este proceso es que el algoritmo utilizado por el cerebro para el reconocimiento de los patrones es único. Esto permite la creación de modelos artificiales de las diferentes partes del cerebro cuyo funcionamiento sea indistinguible del funcionamiento del cerebro humano.
En último término, el ser humano será capaz de crear un modelo cuyo comportamiento en su conjunto sea indistinguible del comportamiento de un cerebro humano. El autor fecha este hecho en el año 2029. Una vez llegados a este punto, las máquinas habrán de ser consideradas humanas. Además, estas máquinas serán a su vez capaces de crear nuevas máquinas más inteligentes que ellas, proceso según el cual la humanidad se dirigirá a una singularidad tecnológica que el autor fecha en el año 2045.
Asimismo, el ser humano y la inteligencia artificial convergerán y seremos capaces de fusionarnos tanto en nuestro cuerpo físico como en la nube.

## Conceptos fundamentales

### Teoría de la mente según el reconocimiento de patrones
Kurzweil engloba toda su filosofía sobre el cerebro, la inteligencia artificial y la fusión de ambos dentro esta teoría. El autor parte de la idea de que la realidad última de la que está compuesto el universo se puede entender como información. Esta información se organiza describiendo patrones, que a su vez se organizan de forma jerárquica según su complejidad. Esta estructura se refleja en el cerebro humano, donde existen 300 millones de reconocedores de patrones que también se organizan jerárquicamente.

### Identificación de la consciencia
La inteligencia como fenómeno solo se puede comprobar de manera heurística, por lo tanto no objetiva. Esto significa que no se puede llevar a cabo ningún test físico que identifique la existencia de consciencia, sino que la única manera de identificar la existencia de consciencia es atendiendo al comportamiento: un ser es consciente si se comporta de manera consciente. Si una máquina se comportara de una manera indistinguible a la manera en la que se comporta un ser humano, tendríamos que asumir que la máquina también es consciente, aunque este hecho siempre puede ser negado, ya que la única consciencia de la que podemos estar convencidos de su existencia es la nuestra propia. Kurzweil sostiene que en el año 2029 una máquina será capaz de superar el llamado test de Turing en todas sus posibles variantes, y que a partir de ese momento tendremos que aceptar la existencia de inteligencia artificial fuerte.

## Ediciones
- Original en inglés: Kurzweil, Ray (2012), How to Create a Mind: The Secret of Human Thought Revealed, New York: Viking Books, ISBN 978-0-670-02529-9.
- Traducción al español: Kurzweil, Ray (2013), Cómo crear una mente. El secreto del pensamiento humano, Berlín: Lola Books, ISBN 978-3-944203-05-8.

- Datos: Q5918529